# WWE ’12
WWE ’12 — компьютерная игра, созданная компаниями THQ и Yuke's, продолжение серии игр WWE. Вышла только на PlayStation 3, Xbox 360 и Wii.

## Обзор
Игра значительно улучшилась по сравнению с предыдущими играми в серии компьютерных игр WWE. Были заметно улучшены ключевые системы игрового процесса. Universe Mode 2.0 будет создавать новые и более эффективные элементы непредсказуемости, основанной на решениях игрока. Новые анимация игроков, позиции камер, освещение и улучшенная отрисовка.
В WWE ’12 использован новый движок Predator Technology, в корне меняющий геймплей.
Новые «Дороги на Рестлманию» теперь связаны непосредственно между собой и длятся 18 месяцев. В них можно поиграть за Шеймуса (история Злодея), Triple H (история Аутсайдера) и своего собственного героя, которого игра называет Джейкоб Касс.
Режим «Создай Рестлера/Суперзвезду» (англ. Create a Wrestler/Superstar) практически не изменился. Добавлен режим «Создай Арену» (англ. Create an Arena).

## Ростер
Рестлеры
- Альберто Дель Рио
- Алекс Райли
- Кристиан
- Джон Сина
- R-Truth
- Рэнди Ортон
- Рей Мистерио
- Миз
- Гробовщик
- Уэйд Баррет
- Зак Райдер
- Triple H
- Дэвид Отунга
- Шеймус
- Джон Моррисон
- Тэд ДиБиаси
- Марк Хенри
- Уильям Ригал
- Хаски Харрис
- Дэниел Брайан
- Тайсон Кидд
- Владимир Козлов
- Сантино Марелла
- Эван Борн
- Голдаст
- Мэйсон Райан
- Майкл Макгилликати
- Ёси Тацу
- СМ Панк
- Кейн
- Биг Шоу
- Кофи Кингстон
- Джек Сваггер
- Коди Роудс
- Дольф Зигглер
- Чаво Герреро
- Дрю МакИнтайр
- Иезекиил Джексон
- Джастин Гэбриел
- Хит Слейтер
- Арн Андерсон
- Рикки Стимбот
- Animal
- Hawk
- Кевин Нэш
- Букер Т
- Вейдер
- Demolition-Ax
- Demolition-Smash
- Эдди Герреро
- Мр. Макмэхон
- Стив Остин
- Эдж
- Син Кара
- Брок Леснар
- Скала (Доступен в специальном издании и как DLC)

Дивы
- Келли Келли
- Лейла
- Марис
- Наталья
- Ив Торрес
- Мишель МакКул
- Бет Феникс

DLC
- Divas Pack (Карма, Вики Герреро, Близняшки Белла, Алисия Фокс, Триш Стратус)
- Legends Pack (Мик Фоли, Батиста, Рэнди Сэведж, Бродус Клэй, Кейн)
- WrestleMania Pack (Джерри Лоулер, Майкл Коул, Джим Росс, Шон Майклз)

## Отзывы
| Сводный рейтинг | Сводный рейтинг | Сводный рейтинг |
| Издание         | Оценка          | Оценка          |
| Издание         | PS3             | Xbox 360        |
| --------------- | --------------- | --------------- |
| GameRankings    | 72,18 %         | 76,24 %         |